# Jelle Frencken
Jelle Frencken (Sint-Niklaas, 25 juli 1983) is een Belgische journalist bij de commerciële televisiezender VTM.

## Biografie
Frencken studeerde in 2004 af als gegradueerde in Toegepaste Informatica aan de Hogeschool Gent. Daarna volgde hij een opleiding Academische Bachelor Radio aan het Rits. Tijdens die opleiding ging hij achter de schermen aan de slag bij radiozender Q-music en presenteerde hij het muziekprogramma Luna op muziekzender FM Brussel.
In 2009 ging Frencken aan de slag als journalist bij VTM Nieuws. Waarna hij een jaar later als nieuwsanker bij de economische televisiezender Kanaal Z startte. Begin 2011 maakte hij opnieuw de overstap naar de nieuwsredactie van VTM, waar hij sindsdien vooral werkt als verslaggever van economisch en politiek nieuws.